# Albi, Tarn
Albi (francoska izgovorjava: [albi]; okcitansko Albi, okcitanska izgovorjava: [ˈalβi]) je občina v južni Franciji. Je prefektura departmaja Tarn na reki Tarn, 85 km severovzhodno od Toulousa. Prebivalci se imenujejo Albižanci (francosko: Albigeois, Albigeoise (s), okcitansko albigés –esa (s)). Po oceni iz leta 2017 mesto ima 48,970 prebivalcev.
Je sedež nadškofa Albija. Škofijsko mesto, okoli stolnice sv. Cécilije, je bilo leta 2010 dodano na Unescov seznam svetovne dediščine.

## Geografija
Albi je mesto, ki leži ob reki Tarn nedaleč od vinogradov Gaillac, planote Cordais in gozda Grésigne. Mesto je v središču departmaja Tarn med Akvitansko kotlino in Centralnim masivom. Geologija predstavlja obliko amfiteatra planote in gričev, nagnjenih proti jugozahodu. Vzhodno od Albija prvo nizko planoto tvori vznožje Causses, skupina višavja iz apnenca, 700 - 1200 m nadmorske višine v Centralnem masivu. Na jugovzhodu nekaj srednje visokih gora, ki dosežejo nadmorsko višino 1300 m, tvori oviro: Lacaune, Sidobre in Montagne Noire. Severno od Albija je planota imenovana Ségala. Njena površina je 4226 ha, povprečna višina 170 m. Albi je 50 minut vožnje z Toulousa, manj kot tri ure od Pirenejev in manj kot dve uri od Sredozemskega morja. Najbližja mesta so: Castres, Toulouse, Mazamet, Graulhet, Lavaur, Gaillac, Montauban, Rodez in Carmaux in Béziers. Albi meji na 15 drugih občin.

## Administracija
Albi je sedež štirih kantonov:
- Albi 1 (del občine Albi),
- Albi 2 (del mesta Albi, občine Carlus, Puygouzon, Rouffiac, Saliès, Le Sequestre),
- Albi 3 (del mesta Albi, občine Cagnac-les-Mines, Castelnau-de-Lévis, Mailhoc, Marssac-sur-Tarn, Milhavet, Sainte-Croix, Terssac, Villeneuve-sur-Vère;),
- Albi 4 (del mesta Albi, Občini Garric in Lescure-d'Albigeois),

## Zgodovina
Prvo človeško naselje v Albiju je bilo v bronasti dobi (3000–600 pr. n. št.). Po rimskem osvajanju Galije leta 51 pr. n. št. je mesto postalo Civitas Albigensium, ozemlje Albžanov, Albiga. Arheološka izkopavanja niso odkrila nobenih sledi rimskih zgradb, kar kaže, da je bil Albi skromno rimsko naselje.
Leta 1040 se je Albi razširil in zgradil  Pont Vieux ('Stari most'). Zgrajene so bile nove četrti, kar kaže na znatno rast mesta. Mesto se je v tem času razmahnilo, zahvaljujoč trgovini in trgovskim izmenjavam, pa tudi cestninam, ki so jih popotniki plačevali za uporabo Pont Vieux.
Leta 1208 sta papež in francoski kralj združila moči v boju proti katarom, ki so razvili svojo različico asketskega krščanskega dualizma in tako krivoverstvo, ki ga prevladujoča katoliška cerkev označila za nevarno. Represija je bila huda po vsej regiji in mnogi katari so bili sežgani na kolih. Območje, ki je bilo dotlej praktično neodvisno, je bilo zmanjšano do take mere, da ga je pozneje aneksirala francoska krona.
Po pretresu albižanske križarske vojne proti katarom je škof Bernard de Castanet v poznem 13. stoletju dokončal delo na Palais de la Berbie, škofovski palači s pogledom na trdnjavo. Gradnjo  stolnice sv. Cécilije je naročil v začetku leta 1282. Mesto je uživalo obdobje blaginje, predvsem zaradi gojenja cvetoče rastline Isatis Tinctoria, splošno znane kot silina (tudi ime modrega barvila, ki se pridobiva iz listov rastline). Lepe hiše, zgrajene v času renesanse, pričajo o ogromnem bogastvu, ki so ga nabrali trgovci z barvilom.
Albi je imel v srednjem veku majhno judovsko skupnost, dokler je niso uničili v pastirski križarski vojni 1320-ih. Odtlej so Judje lahko plačali šli skozi mesto samo proti plačilu, ne da bi v njem živeli. Leta 1967 je v Albiju živelo približno 70 Judov, večina severnoafriškega porekla.
Albi je ohranil svojo bogato arhitekturno dediščino, ki zajema različna briljantna obdobja njegove zgodovine. Opravljeno je bilo veliko izboljšav in restavratorskih del, s katerimi so polepšali stare četrti in jim dali svež videz, kjer kraljuje opeka.

## Znamenitosti
Albi je bil zgrajen okoli prvotne stolnice in škofovske skupine stavb. To zgodovinsko območje obsega 63 hektarjev. Rdeča opeka in ploščice so glavna značilnost večine stavb. Skupaj s Toulousom in Montaubanom je Albi eno glavnih mest, zgrajeno v rdeči opeki v slogu Languedoc.
Med stavbami mesta je  stolnica svete Cécilije, mojstrovina južnega gotskega sloga, zgrajena med 13. in 15. stoletjem. Odlikuje jo močan kontrast med strogo, obrambno zunanjostjo in razkošno notranjo opremo. Zgrajena kot izjava krščanske vere po pretresih katarske herezije, je bila ta orjaška opečna zgradba skozi stoletja okrašena: Dominique de Florence vhod, 78 m visok zvonik, baldahin nad vhodom (1515–1540). Korna pregrada je filigransko delo v kamnu v slogu dekorativnem (Flamboyant) gotskem slogu. Okrašena je z veličastno skupino barvnih kipov, ki so jih izklesali umetniki iz burgundskih delavnic Clunyja in obsega več kot 200 kipov, ki so ohranili svoje prvotne barve.
Palais de Papes, starejša od papeške palače v Avignonu, je Palais de la Berbie, nekoč škofovska palača v Albiju, zdaj muzej Toulouse-Lautrec (Musée Toulouse-Lautrec’’), je eden najstarejših in najbolje ohranjenih gradov v Franciji. Ta impozantna trdnjava je bila dokončana konec 13. stoletja. Ime izvira iz okcitanske besede Bisbia, kar pomeni 'škofovska palača'.
 Pont Vieux je po skoraj tisočletju še vedno v uporabi. Prvotno zgrajen iz kamna (leta 1035), nato obložena z opeko, počiva na osmih obokih in je dolg 151 m. V 14. stoletju so ga utrdili in ojačali z dvižnim mostom, na opornikih so postavili hiše.
Albi je mesto, znano po elitni Lycée Lapérouse, srednji šoli s 500 študenti, ki stoji znotraj starega samostana. Ima več razredov literature. Poleg tega je ena redkih, ki ima celovito glasbeno sekcijo s posebnimi visokotehnološkimi prostori za ta odsek. V muzeju se spominjajo raziskovalca Pacifika, pomorščaka Jean-François de Galaup, comte de Lapérouse.
Le LAIT Art Center je v starodavnem mlinu (41 rue Porta) in je raziskovalni laboratorij, namenjen sodobni umetnosti.

### Toulouse-Lautrec
Muzej Toulouse-Lautrec hrani več kot 1000 del, vključno z 31 znanimi plakati. To delo predstavlja največjo javno zbirko na svetu, posvečeno Henriju de Toulouse-Lautrecu, ki se je rodil leta 1864 v Albiju.

## Svetovna dediščina
Unescov center svetovne dediščine je zapisal: Stari most (Pont-Vieux), četrt Saint-Salvi, cerkevo četrt, utrjeno stolnico (konec 13. stoletja) v edinstvenem južnem francoskem gotskem slogu iz lokalne opeke, škofovsko Palais de la Berbie in stanovanjske četrti, ki pomagajo škofovskemu mestu Albi oblikovati »skladen in homogen sklop spomenikov in četrti, ki je skozi stoletja ostal v glavnem nespremenjen ... celovit zgrajen ansambel, ki predstavlja vrsto urbanega razvoja v Evropi od srednjega veka do današnjih dni«. 

## Šport
V mestu je med letoma 1933 in 1955 potekala dirka za Veliko nagrado Albija, na kateri je s tremi zmagami najuspešnejši francoski dirkač Louis Rosier.

## Galerija
- Cerkev sv. Magdalene, Albi
- Stolnica sv. Cecilije
- Kolegijska cerkev sv. Salvija, najstarejša v Albiju, posvečena škofu sv. Salviju
- Karta Albija, 1914

## Pobratena mesta
- Girona, Španija
- Palo Alto, Kalifornija, ZDA